# Municipio de Magnolia (Iowa)
El municipio de Magnolia (en inglés: Magnolia Township) es un municipio ubicado en el condado de Harrison en el estado estadounidense de Iowa. En el año 2010 tenía una población de 680 habitantes y una densidad poblacional de 5,48 personas por km².

## Geografía
El municipio de Magnolia se encuentra ubicado en las coordenadas 41°43′2″N 95°50′31″O / 41.71722, -95.84194. Según la Oficina del Censo de los Estados Unidos, el municipio tiene una superficie total de 124.05 km², de la cual 123,94 km² corresponden a tierra firme y (0,09 %) 0,11 km² es agua.

## Demografía
Según el censo de 2010, había 680 personas residiendo en el municipio de Magnolia. La densidad de población era de 5,48 hab./km². De los 680 habitantes, el municipio de Magnolia estaba compuesto por el 97,06 % blancos, el 0,88 % eran amerindios, el 0,15 % eran asiáticos, el 0,29 % eran de otras razas y el 1,62 % eran de una mezcla de razas. Del total de la población el 1,32 % eran hispanos o latinos de cualquier raza.